# 栗原克志
栗原 克志（くりはら かつし、1977年7月29日 - ）は、千葉県出身の元サッカー選手で現在は指導者。

## 選手時代
ジェフユナイテッド市原のユースチームを経て1996年にトップチームに昇格。同期入団に式田高義、廣山望がいる。同年度第2節の京都パープルサンガ戦でJリーグデビューし、以後2000年1月に現役を引退するまでの4シーズンで38試合に出場した。
在籍中、1998年度Jリーグナビスコカップ決勝戦でベンチ入りを経験した他、1998年11月開催のJ1参入決定戦第1戦（対戦相手: アビスパ福岡）に先発出場した経験を持つ。

### 指導者時代
引退後は引き続きジェフ市原に残り、1年間U-12チームの監督を務めたが、翌2001年にFC東京普及部に移籍して2年間コーチとして勤務した。2003年からはイギリスに移り、翌2004年まで当時イングランドフットボールリーグ所属のプリマス・アーガイルFCのU-19チームでアシスタントコーチを務めた。在籍中にFAインターナショナルコーチングライセンス (UEFA B) を取得している。
2005年から2007年までの3年間はシンガポールSリーグ所属のアルビレックス新潟シンガポールコーチを務めた。在職中の2006年に、『サッカークリニック』8月号に、シンガポールにおける選手育成について執筆している。2008年1月より日本へ渡り、アルビレックス新潟アシスタントコーチに就任。2012年J1最終節では、前節で退席処分となった監督の柳下正明の代行として指揮を執り、4-1で勝利し、チームをJ1残留へと導いた。2015年シーズンを最後にコーチを退任し、2016年より育成普及部コーチに就任した。
また、日本サッカー協会ナショナルトレセンコーチに就任。新潟県ユースダイレクターも兼任し、北信越の育成に尽力。
Jリーグ選抜のU-14日本代表の監督を務め、国際大会ゴシアカップにて世界3位の成績をおさめた。
2018年よりアルビレックス新潟のトップチームコーチに復帰、2019年よりヘッドコーチに就任した。
2019年シーズン終了後の12月より2020年東京五輪に出場するU-22日本代表のコーチに就任。

## 所属クラブ
- 1993年 - 1995年 ジェフユナイテッド市原ユース（千葉県立幕張東高等学校）
- 1996年 - 1999年 ジェフユナイテッド市原

## 個人成績
| 国内大会個人成績 | 国内大会個人成績 | 国内大会個人成績 | 国内大会個人成績 | 国内大会個人成績 | 国内大会個人成績 | 国内大会個人成績 | 国内大会個人成績 | 国内大会個人成績 | 国内大会個人成績 | 国内大会個人成績 | 国内大会個人成績 |
| 年度             | クラブ           | 背番号           | リーグ           | リーグ戦         | リーグ戦         | リーグ杯         | リーグ杯         | オープン杯       | オープン杯       | 期間通算         | 期間通算         |
| 年度             | クラブ           | 背番号           | リーグ           | 出場             | 得点             | 出場             | 得点             | 出場             | 得点             | 出場             | 得点             |
| 日本             | 日本             | 日本             | 日本             | リーグ戦         | リーグ戦         | リーグ杯         | リーグ杯         | 天皇杯           | 天皇杯           | 期間通算         | 期間通算         |
| ---------------- | ---------------- | ---------------- | ---------------- | ---------------- | ---------------- | ---------------- | ---------------- | ---------------- | ---------------- | ---------------- | ---------------- |
| 1996             | 市原             | -                | J                | 5                | 0                | 1                | 0                | 0                | 0                | 6                | 0                |
| 1997             | 市原             | 18               | J                | 12               | 0                | 1                | 0                | 1                | 0                | 14               | 0                |
| 1998             | 市原             | 18               | J                | 10               | 0                | 2                | 0                | 1                | 0                | 13               | 0                |
| 1999             | 市原             | 18               | J1               | 11               | 0                | 2                | 0                | 0                | 0                | 13               | 0                |
| 通算             | 日本             | 日本             | J1               | 38               | 0                | 6                | 0                | 2                | 0                | 46               | 0                |
| 総通算           | 総通算           | 総通算           | 総通算           | 38               | 0                | 6                | 0                | 2                | 0                | 46               | 0                |

その他の公式戦
- 1998年
  - J1参入決定戦 1試合0得点

## 指導歴
- 2000年 ジェフユナイテッド市原 U-12監督
- 2001年 - 2002年 FC東京 普及部
- 2003年 - 2004年  プリマス・アーガイルFC U-19アシアシスタントコーチ
- 2005年 - 2007年  アルビレックス新潟シンガポール コーチ
- 2008年 - 2019年 アルビレックス新潟
  - 2008年 - 2009年 アシスタントコーチ
  - 2010年 - 2015年 コーチ
  - 2016年 - 2017年 育成普及部コーチ
  - 2018年 コーチ
  - 2019年 ヘッドコーチ
- 2016年 - 2017年 日本サッカー協会ナショナルトレセンコーチ北信越担当
- 2016年 - 2017年 新潟県ユースダイレクター
- 2019年12月 - 日本サッカー協会ナショナルコーチングスタッフ
  - 2019年12月 - U-22日本代表 コーチ

## 資格
- 2000年 日本サッカー協会公認C級指導者ライセンス
- 2004年 FAインターナショナルライセンス（UEFA Bライセンス）
- 2011年 日本サッカー協会公認B級指導者ライセンス[16]
- 2015年 日本サッカー協会公認A級指導者ライセンス